# Schwenninger Moos

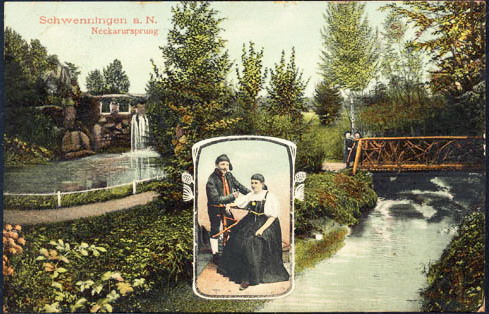
Neckarquelle um 1928

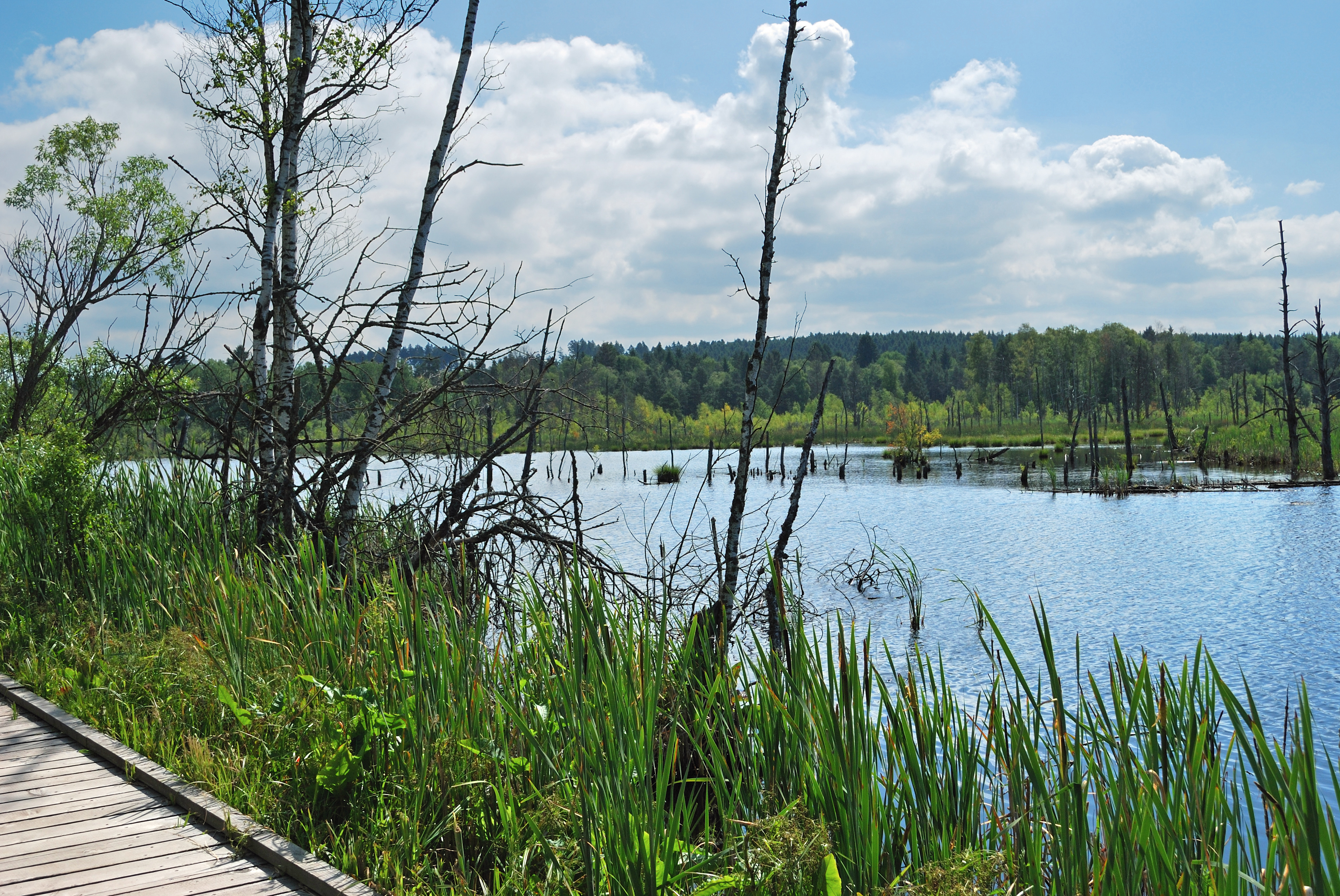
Schwenninger Moos, Quellgebiet des Neckar

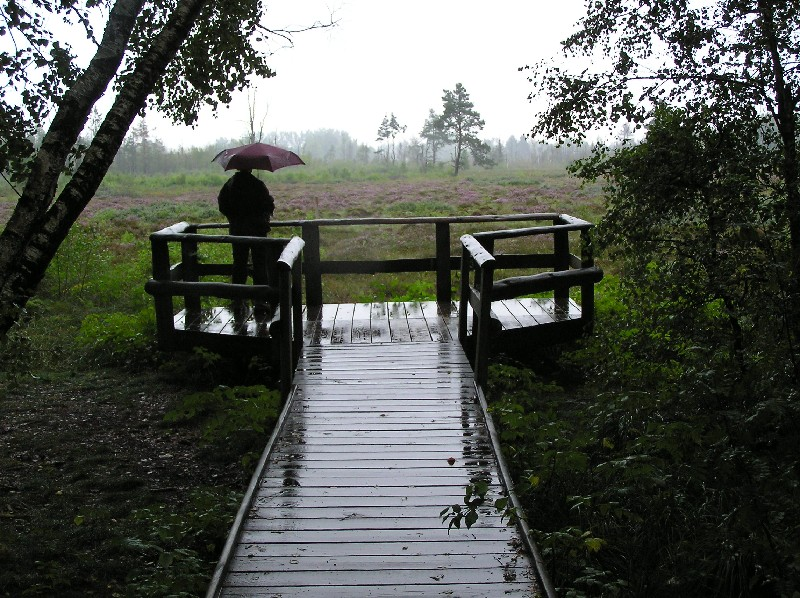
Im Schwenninger Moos

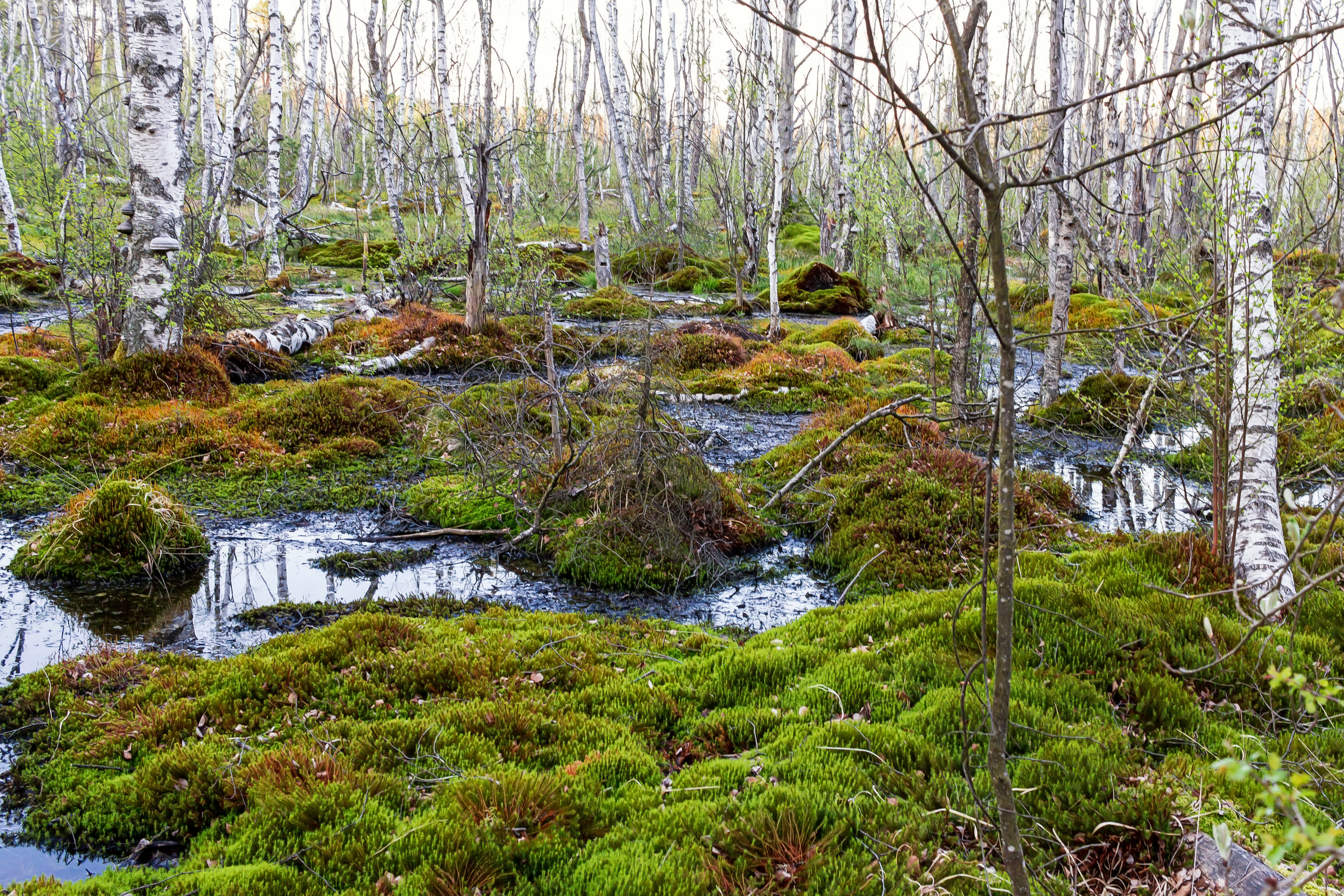
Schwenninger Moos

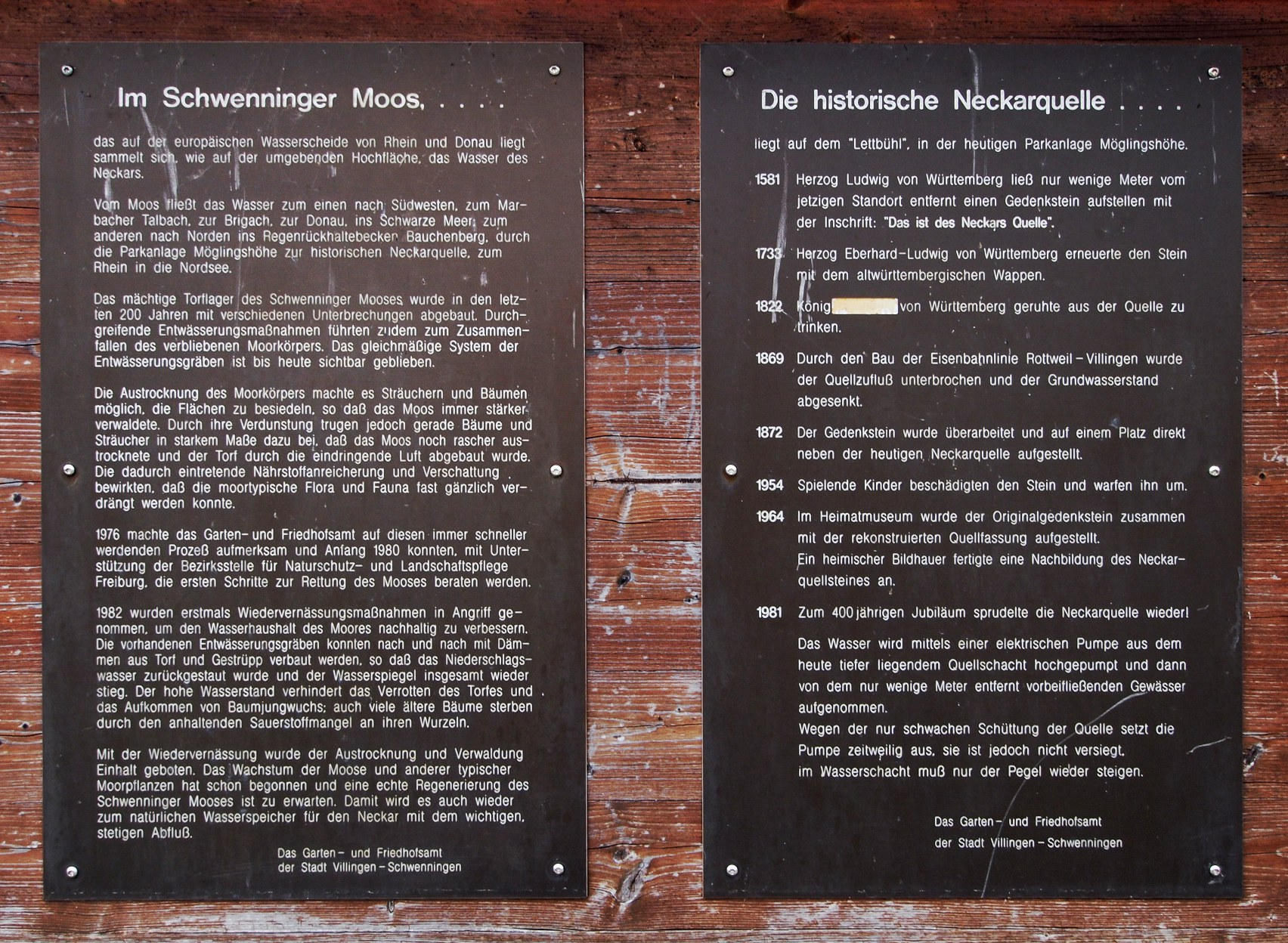
Informationstafel

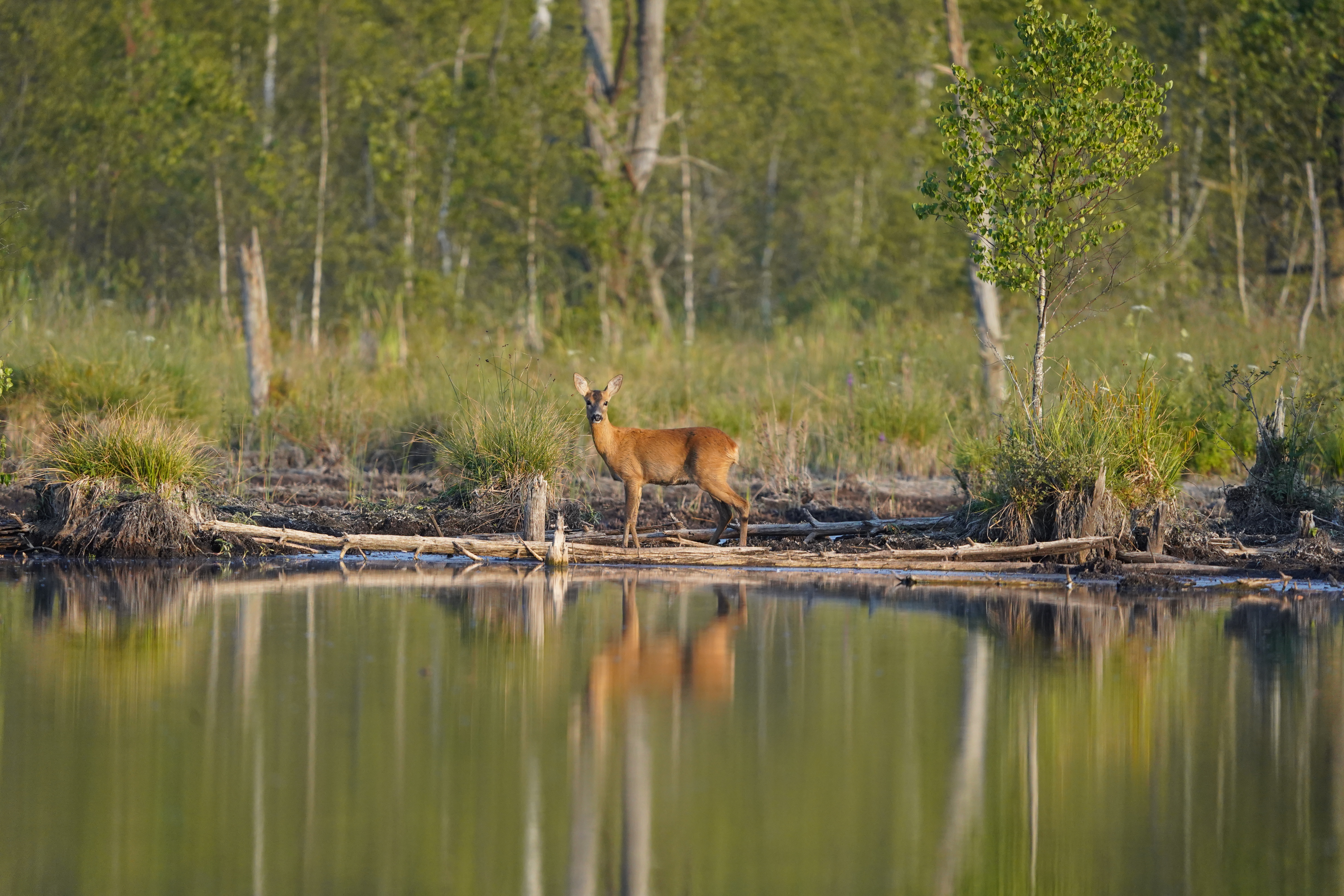
Reh im Schwenninger Moos

Das Schwenninger Moos ist ein Hochmoor auf der Baar bei Villingen-Schwenningen in Baden-Württemberg.

## Beschreibung
Das Moorgebiet ist drei Quadratkilometer groß, befindet sich 705 m ü. NHN und ist Naturschutzgebiet. Durch das Moor verläuft die Europäische Wasserscheide, welche die Zuläufe von Rhein und Donau trennt: Im Moor ist der Ursprung des 362 Kilometer langen Neckars, der bei Mannheim in den Rhein mündet. Eine Kalkmergel-Quelle innerhalb des Moores könnte am ehesten als Neckarursprung bezeichnet werden, liegt aber in einem geschützten Gebiet und ist daher für Besucher nicht zu sehen. Außerdem ist das Moor Quellgebiet des Talbachs, der bei Marbach, einem Stadtbezirk Villingen-Schwenningens, in die Brigach, einen der beiden Quellflüsse der Donau, mündet.

## Entstehung
Mittels der Pollenanalyse von Bohrkernen kann die Entstehung des Schwenninger Mooses nachvollzogen werden. Etwa 12.000 v. Chr., also am Ende der letzten Kaltzeit, befand sich an dem Ort, an dem heute das Schwenninger Moos ist, noch ein See. In diesem begann ungefähr 6.000 bis 5.000 v. Chr. das Torfwachstum, nach dem Erblinden des Sees aufgrund von Sedimentation. Zu dieser Zeit wuchsen dort hauptsächlich Röhrichte und Seggenriede, Pflanzen, welche heutzutage ebenfalls noch einen relativ großen Anteil des Moores einnehmen. Rund 2000 Jahre später stieg der Anteil des Regenwassers in den Torfen an, während der Anteil des Grundwassers immer weiter schwand. Das Fortschreiten dieses Vorgangs führte etwa 2.000 v. Chr. zu einer Trennung der Torfpflanzen vom mineralstoffreichen Grundwasser und bewirkte somit den Übergang zum Hochmoor.

## Gefährdung

### Flächenverbrauch
Bis in die Mitte des 19. Jahrhunderts gab es rund um das Schwenninger Moos beinahe nur Wiesen- und Waldgebiete. Durch diese Erhebungen wurde dem Schwenninger Moos ständig Wasser zugeführt.
Ab dem Jahr 1869 wurde die Umgebung des Schwenninger Mooses zunehmend bebaut. Die Eisenbahnstrecke von Villingen-Schwenningen nach Rottweil im Westen des Moores und Straßen und Gebäude im Osten verminderten die Wasserversorgungen des Moores.

### Torfabbau
Im Schwenninger Moos wurde ab 1748 bis in die 1950er Jahre Torf abgebaut. Bevor das Moor abgebaut werden konnte, musste es erst entwässert werden. Dazu wurden Entwässerungsgräben in einer Länge von 28,4 km gebaut. Es gab mehrere Abbauphasen und pro Abbauphase wurde etwa anderthalb Meter Torf abgestochen. Das heißt, dass das Moor zwischen drei und vier Meter verloren hat.

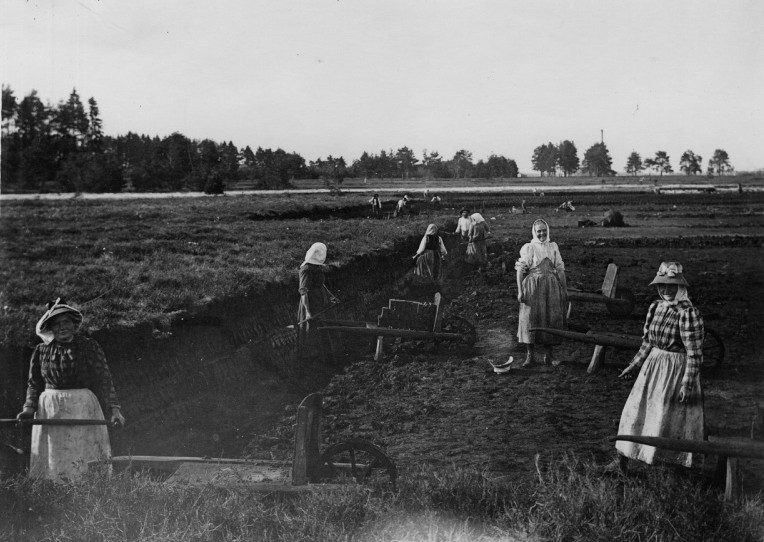
Torfabbau im Schwenninger Moos entlang der zentralen Abbaukante um 1920.

### Wiederbewaldung
1944 waren 6 % des Moores mit Wald bedeckt, 1968 waren 24, 2014 40 % mit Wald bewachsen. Dieser Prozess ist aufgekommen, nachdem der Torfabbau ein Ende hatte. Da die Menschen nicht mehr dafür sorgten, dass es keinen Bewuchs des Moores gab, konnten Bäume sich ungehindert verbreiten und tragen durch ihren Wasserverbrauch wiederum zur Entwässerung bei.

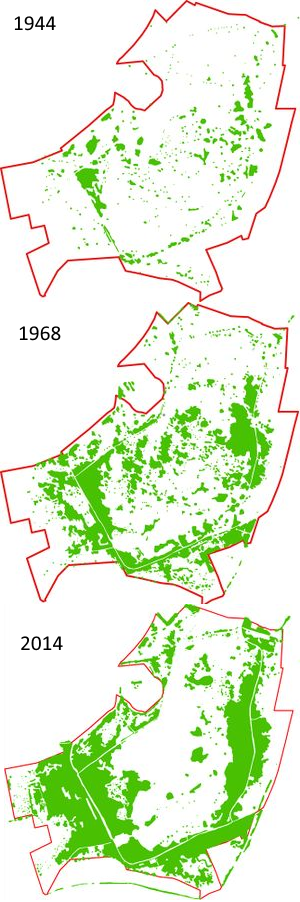
Entwicklung der Bewaldung des Schwenninger Moos in den Jahren 1944, 1968 und 2014

## Renaturierungsmaßnahmen
1987 gründete sich ein Runder Tisch aus zahlreichen lokalen Institutionen, um das Schwenninger Moos zu retten.
Durch Sperrenbau in den Gräben konnte die Verwaldung zurückgedrängt und eine Renaturierung erreicht werden. Seit 2003 werden die Moorwiesen durch Moorschnucken beweidet, die den aufkommenden Bewuchs durch Birkensprösslinge im Inneren des Mooses bekämpfen. Durchgeführt werden diese und weitere Arbeiten durch den Regionalverband Schwarzwald-Baar-Heuberg des BUND.

## Pflanzen
Im Moor gibt es über 400 verschiedene Pflanzenarten. Darunter sind viele gefährdete Pflanzen.
Torfmoose sind die wichtigsten Pflanzen im Moor. Sie sind optimale Wasserspeicher, da sie kleine lebende Zellen besitzen die Photosynthese betreiben und große tote Zellen die Wasser speichern können. Das Sphagnum-Torf zum Beispiel kann ein Wassergehalt über 90 % enthalten. Durch diese Eigenschaft können sie den gesamten Wasserhaushalt des Moores regulieren. Torfmoose sind außerdem effektive Nährstoffsammler. Moose sind auf Regenwasser angewiesen, da sie keine Wurzeln besitzen. Das Moos bindet Nährstoffe an seine Zellwand und gibt während dessen Protonen ab, weshalb der Moorboden sauer wird.
In den nassen Bereichen wachsen zum Beispiel Sumpf-Veilchen, Sumpf-Blutaugen und das Schmalblättrige Wollgras. Die trockenen Bereiche werden zum Beispiel von der Heide-Nelke, Teufelskrallen und Blassgelbem Klee bewohnt. Da es im Moor wenig Nährstoffe gibt, gehen einige Pflanzen, zum Beispiel das Heidekraut, eine Symbiose mit Pilzen ein. Fleischfressende Pflanzen wie der Verkannte Wasserschlauch erhalten durch die Beutetiere Stickstoff, Phosphor und andere Nährstoffe.
Früher kam hier wohl auch die Moltebeere (Rubus chamaemorus) im Schwenninger Moos vor. G.F.R Rösler schreibt 1788: Sie tragen insonderheit viele gegen das Spätjahr reifwerdende und von den Kindern begierig zur Speise aufgesuchte rothe Beere, Rubus Chamaemorus, Multbeere ... Es war das südlichste Vorkommen der Art in Mitteleuropa. Die Art ist dort anscheinend vor 1800 ausgestorben. Auch die Zwerg-Birke (Betula nana) kam einmal hier vor, sie wurde fossil nachgewiesen.

## Wissenswertes
Um das Kerngebiet des Schwenninger Mooses führt ein Wanderweg durch Fichten- und Birkenwald, von dem aus man teilweise auf die freie Moorfläche sehen kann. Über einen kurzen Steg kann man die sich regenerierende Vegetation des Moors aus der Nähe ansehen, ohne widerrechtlich das Moor zu betreten oder zu schädigen. Im Schwenninger Moos beginnt auch der Fernwanderweg Neckarweg, der dem Neckarlauf bis zur Mündung in Mannheim folgt.
2008 wurde mit „Moosgeschichten. Begegnungen am Ursprung des Neckars“ von Klaus Peter Karger ein Dokumentarfilm über das Schwenninger Moos veröffentlicht, der in regionalen Kinos zu sehen war und auf DVD erhältlich ist.
2010 fand die Landesgartenschau in Villingen-Schwenningen statt. Im Zuge der Arbeiten hierfür wurde im Stadtbezirk Schwenningen die sanierungsbedürftige Industriebrache des ehemaligen Güterbahnhofs in eine großzügige Parkanlage, den Neckarpark, verwandelt. Daran schließt sich der Stadtpark Möglingshöhe mit der symbolischen Neckarquelle sowie der Landschaftspark Bauchenberg an. Diese durchgehende Grünanlage verbindet nun die Innenstadt mit dem Schwenninger Moos.